# Landih
Landih is een bestuurslaag in het regentschap Bangli van de provincie Bali, Indonesië. Landih telt 3780 inwoners (volkstelling 2010).